# Ignacio Villalonga
Ignacio Villalonga Villalba (Valencia, 1895 - Benicasim, 1973) fue un abogado, político y financiero español. Miembro del Congreso de los Diputados de España por la provincia de Castellón durante las dos últimas legislaturas en el período de la Segunda República, tuvo un papel relevante dentro de la Derecha Regional Valenciana. Con posterioridad, durante el periodo de la Dictadura franquista, se centró en los negocios y llegaría a dirigir varias entidades bancarias importantes.

## Biografía
Nacido en Valencia en 1895, se doctoró en Derecho en la Universidad de Deusto en 1914. Regresaría a Valencia para trabajar en la Compañía de Ferrocarriles y Tranvías, que era propiedad de su familia. Ingresó en la Joventut Valencianista y fue uno de los fundadores de la Unió Valencianista Regional y redactor de la Declaración Valencianista de 1918. 
Más tarde, sin embargo, se desligó de la política y se dedicó a los negocios. Fue presidente de la Cámara de Comercio de Valencia de 1928 a 1930 y promovió la creación del Centro de Estudios Económicos Valencianos en 1929. También fue uno de los firmantes de las Normas de Castellón en 1932. Pero cuando se proclamó la Segunda República Española, ingresó en la Derecha Regional Valenciana y fue diputado cedista en las elecciones de 1933 y de 1936 por la provincia de Castellón. Cuando en 1935 fue suspendida la Generalidad de Cataluña, fue su presidente en calidad de gobernador general de Cataluña puesto en el que apenas estuvo un mes, cuando fue nombrado presidente de la Compañía Española de Petróleos, puesto que desempeñó hasta el final de la guerra.
Al estallar la guerra civil española se encontraba en Navarra participó con el bando franquista siendo enviado a las Canarias para gestionar el sector petrolífero. Después de la guerra fue el encargado de reorganizar el Banco de Valencia y el Banco Central, que dirigió desde 1943 a 1970. También dirigió el Banco de Valencia, entre 1954 y 1961. Desde sus cargos impulsó la creación del consorcio Bancor, fundó numerosas empresas como Eléctricas Leonesas, Saltos del Sil, Saltos del Nansa, Compañía Española de Petróleos (Cepsa) y Dragados y Construcciones, y fue presidente del Consejo Superior de Cámaras de Comercio. Al fallecer en 1973 legó a Carmen Jaúdenes de Villalonga y a sus dos hijas un capital de 3.666 millones una de las mayores fortunas de la Transición Española.

## Obras
- Doctorado en derecho con la tesis Régimen municipal foral valenciano. Los jurados y el consejo (Valencia 1916), reeditada en 1995 por el Banco de Valencia para conmemorar el centenario del nacimiento del autor.
- Substantivitat del valencianisme (1919)
- Régimen municipal foral valenciano (1926)